# Мушхушшу

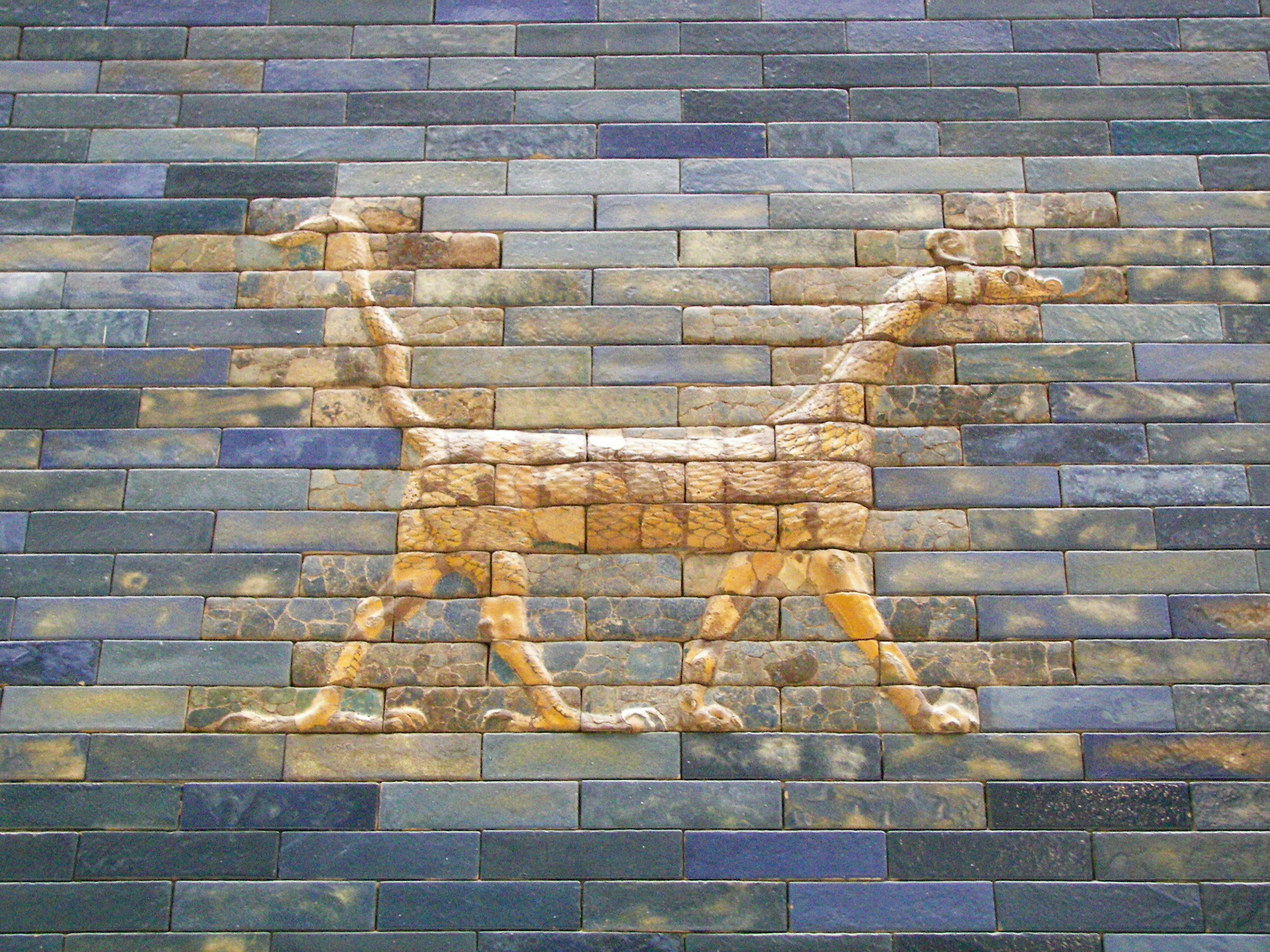
Мушхушшу

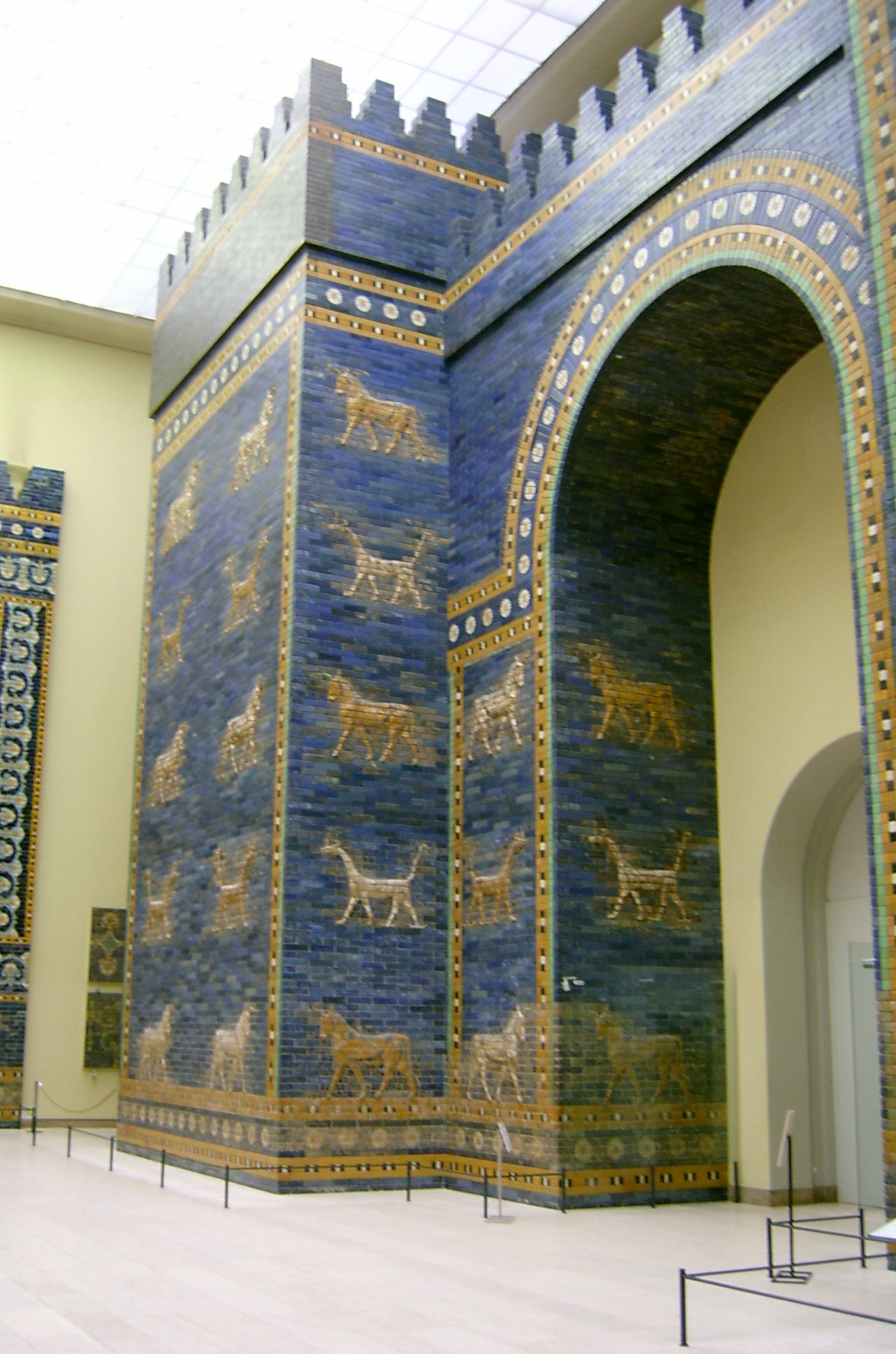
Деталь воріт Іштар

Мушхушшу (неправильне прочитання Сірруш) — істота, зображена на воротах Іштар у Вавилоні. Нагадує дракона чи грифона. Має рогату зміїну голову та лускате тіло змії, левові передні й орлині задні ноги. Разом з мотикою і лопатою був одним з символів Мардука.

## Назва
Ім'я походить від аккадського слова, яке можна приблизно перекласти як чудовий змій. Хоча правильна транслітерація імені — mûš-ruššû (мушруш або мушрушу), перші дослідники помилково прочитали його як  sîr-ruššû . З тих пір «сірруш» є найбільш вживаним іменем цієї істоти.

## Теорії
Німецький археолог Роберт Колдевей, що знайшов ворота Іштар, був упевнений в тому, що мушхушшу дійсно існували. Він стверджував, що по однаковості своєї фізіологічної концепції значно перевершує всі інші фантастичні істоти. Це, а також те, що мушхушшу були зображені поруч з реальними тваринами (левами і турами), на думку Колдевея, доводило, що вавилоняни були знайомі з цією істотою.
Є припущення, що вавилоняни могли скопіювати зовнішній вигляд тварини з останків доісторичних ящерів. За іншою версією, мушхушшу віддалено нагадує варанів, які могли бути відомі вавилонянам. Є припущення, що вигляд істоти був створений за розповідями про тварину, яка не жила в Межиріччі.

## Згадка в художній літературі
У своєму романі «Generation П» Віктор Пєлєвін позначає цю істота ім'ям Сірруф (спочатку герою чується Сіррукх).